# La Chapelle-Villars
La Chapelle-Villars település Franciaországban, Loire megyében. Lakosainak száma 533 fő (2022. január 1.). La Chapelle-Villars Longes, Vérin, Chuyer, Pavezin és Condrieu községekkel határos.

## Népesség
A település népességének változása:
| Lakosok száma | 209  | 223  | 262  | 508  | 534  | 529  | 530  | 532  | 536  | 533  |
|               | 1968 | 1982 | 1990 | 2006 | 2013 | 2015 | 2017 | 2019 | 2020 | 2022 |